# Strikeforce: Young Guns III
Strikeforce: Young Guns III foi um evento de artes marciais mistas promovido pelo Strikeforce, ocorrido em 13 de setembro de 2008 no San Jose Civic Auditorium em San Jose, California.
Esse foi o último evento do Strikeforce a contar com uma luta na divisão Peso Super Pesado.